# Sainte-Soulle
Sainte-Soulle est une commune du sud-ouest de la France, située dans le département de la Charente-Maritime en région Nouvelle-Aquitaine.
Ses habitants sont appelés les Solinois et les Solinoises.
La commune fait partie de la Communauté d'agglomération de La Rochelle, dont elle constitue la pointe Est.

## Géographie

### Localisation et accès
La commune se situe à une douzaine de kilomètres à l'est de La Rochelle ; elle fait partie de la Communauté d'agglomération de La Rochelle (CDA).
Elle est traversée par la RN11, la sortie s'effectuant au rond-point d'Usseau, où cet axe de La Rochelle vers Paris se sépare de l'axe de La Rochelle vers Nantes (D137).

### Hameaux et lieux-dits
Outre le bourg, la commune comprend 13 villages et hameaux, tels les Grandes Rivières, les Petites Rivières, Saint-Coux, Usseau, le Raguenaud, Coudin, Cheusse (où est implanté le centre aéré de la commune de La Rochelle) ou une partie des villages du Péré-Durand (partagé avec la commune de Saint-Ouen-d'Aunis), de la Gabardelière (partagé avec les communes de Bourgneuf et, dans une moindre mesure, de Dompierre-sur-Mer) ou du Pontreau (partagé avec la commune de Saint-Médard-d'Aunis et aggloméré au village de Fontpatour dépendant de la commune de Vérines).
À l'origine commune agricole, elle tend à devenir depuis le milieu des années 1990 un lieu de résidence pour des personnes travaillant à La Rochelle. Elle connaît de fait une forte croissance urbaine avec la création de nombreux lotissements, et est aujourd'hui la commune la plus peuplée du canton de la Jarrie.

### Communes limitrophes
| Saint-Xandre (sur 50 m) | Saint-Ouen-d'Aunis |                      |
| Dompierre-sur-Mer       | Sainte-Soulle      | Vérines              |
| Bourgneuf               | Montroy            | Saint-Médard-d'Aunis |

## Urbanisme

### Typologie
Au 1er janvier 2024, Sainte-Soulle est catégorisée bourg rural, selon la nouvelle grille communale de densité à 7 niveaux définie par l'Insee en 2022.
Elle appartient à l'unité urbaine de Sainte-Soulle, une unité urbaine monocommunale constituant une ville isolée,. Par ailleurs la commune fait partie de l'aire d'attraction de La Rochelle, dont elle est une commune de la couronne,. Cette aire, qui regroupe 72 communes, est catégorisée dans les aires de 200 000 à moins de 700 000 habitants,.

### Occupation des sols
L'occupation des sols de la commune, telle qu'elle ressort de la base de données européenne d’occupation biophysique des sols Corine Land Cover (CLC), est marquée par l'importance des territoires agricoles (89,1 % en 2018), en diminution par rapport à 1990 (92,6 %). La répartition détaillée en 2018 est la suivante : 
terres arables (74,8 %), zones agricoles hétérogènes (14,2 %), zones urbanisées (8,1 %), zones industrielles ou commerciales et réseaux de communication (1,5 %), forêts (1,4 %). L'évolution de l’occupation des sols de la commune et de ses infrastructures peut être observée sur les différentes représentations cartographiques du territoire : la carte de Cassini (XVIIIe siècle), la carte d'état-major (1820-1866) et les cartes ou photos aériennes de l'IGN pour la période actuelle (1950 à aujourd'hui).

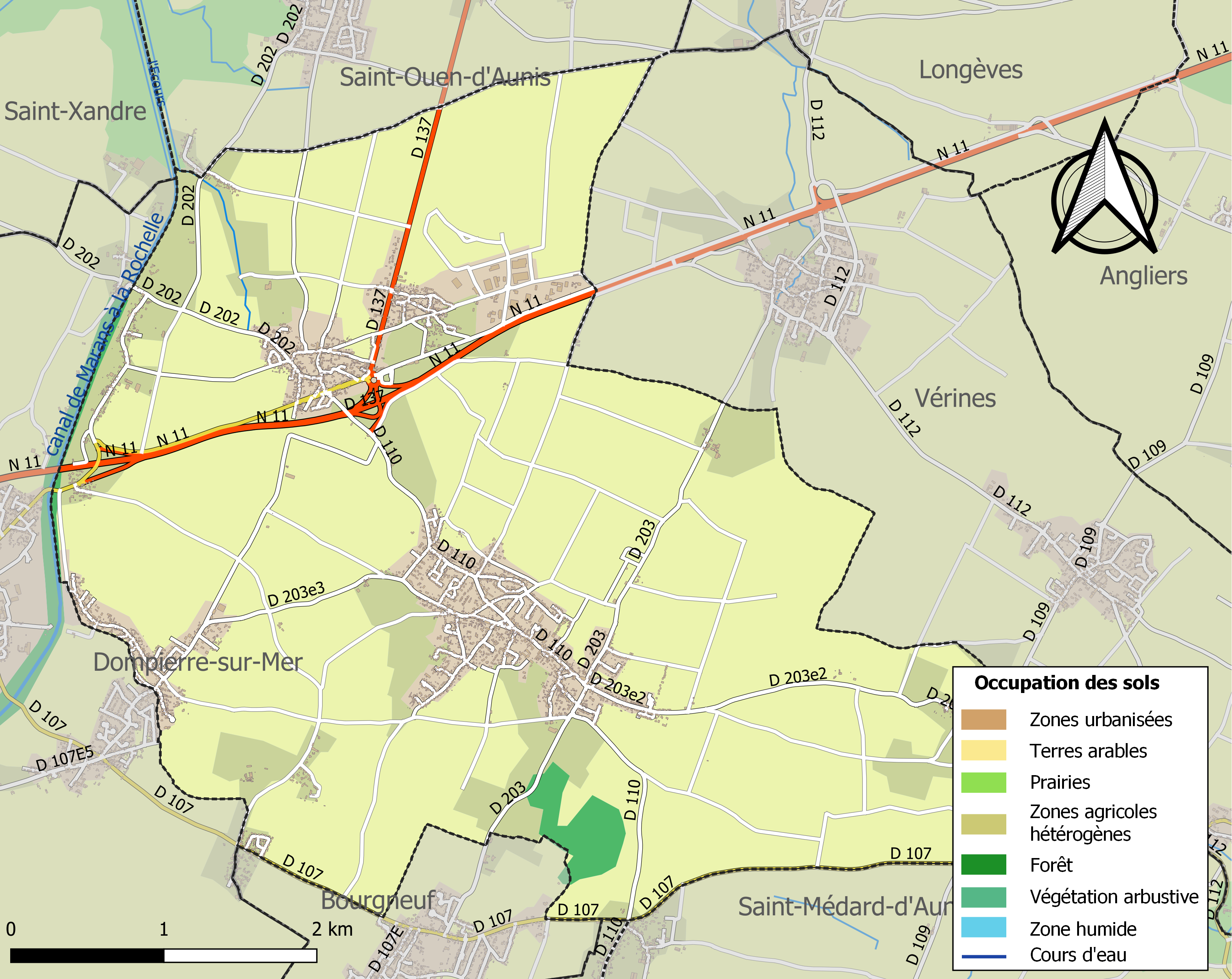
Carte des infrastructures et de l'occupation des sols de la commune en 2018 (CLC).

### Risques majeurs
Le territoire de la commune de Sainte-Soulle est vulnérable à différents aléas naturels : météorologiques (tempête, orage, neige, grand froid, canicule ou sécheresse), inondations, mouvements de terrains et séisme (sismicité modérée). Il est également exposé à un risque technologique,  le transport de matières dangereuses. Un site publié par le BRGM permet d'évaluer simplement et rapidement les risques d'un bien localisé soit par son adresse soit par le numéro de sa parcelle.

#### Risques naturels
Certaines parties du territoire communal sont susceptibles d’être affectées par le risque d’inondation par débordement de cours d'eau. La commune a été reconnue en état de catastrophe naturelle au titre des dommages causés par les inondations et coulées de boue survenues en 1982, 1993, 1999, 2010 et 2020,.

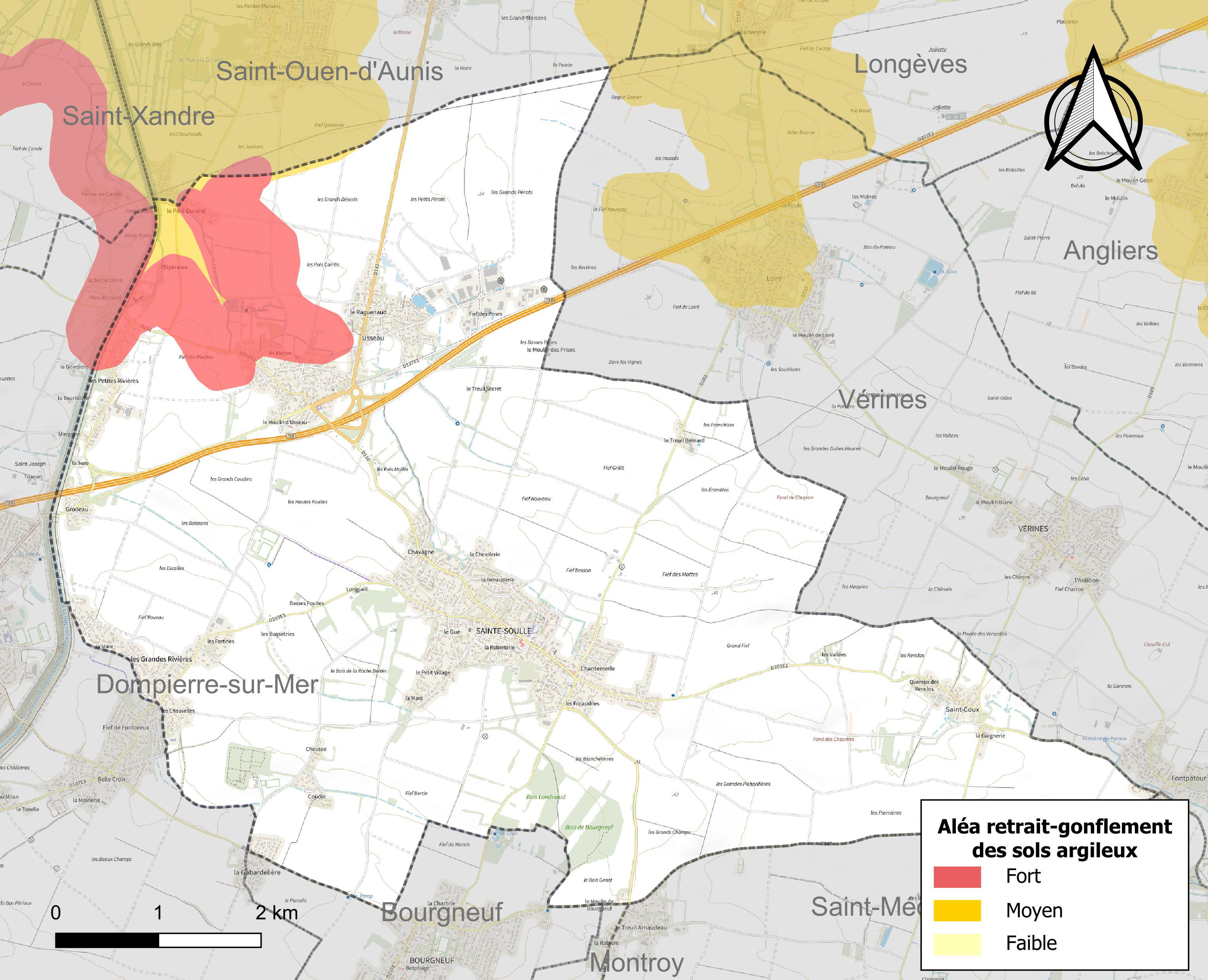
Carte des zones d'aléa retrait-gonflement des sols argileux de Sainte-Soulle.

Les mouvements de terrains susceptibles de se produire sur la commune sont des tassements différentiels.
Le retrait-gonflement des sols argileux est susceptible d'engendrer des dommages importants aux bâtiments en cas d’alternance de périodes de sécheresse et de pluie. 6,5 % de la superficie communale est en aléa moyen ou fort (54,2 % au niveau départemental et 48,5 % au niveau national). Sur les 1 825 bâtiments dénombrés sur la commune en 2019,  84 sont en aléa moyen ou fort, soit 5 %, à comparer aux 57 % au niveau départemental et 54 % au niveau national. Une cartographie de l'exposition du territoire national au retrait gonflement des sols argileux est disponible sur le site du BRGM,.
Par ailleurs, afin de mieux appréhender le risque d’affaissement de terrain, l'inventaire national des cavités souterraines permet de localiser celles situées sur la commune.
Concernant les mouvements de terrains, la commune a été reconnue en état de catastrophe naturelle au titre des dommages causés par la sécheresse en 2003 et par des mouvements de terrain en 1999 et 2010.

#### Risques technologiques
Le risque de transport de matières dangereuses sur la commune est lié à sa traversée par une ou des infrastructures routières ou ferroviaires importantes ou la présence d'une canalisation de transport d'hydrocarbures. Un accident se produisant sur de telles infrastructures est susceptible d’avoir des effets graves sur les biens, les personnes ou l'environnement, selon la nature du matériau transporté. Des dispositions d’urbanisme peuvent être préconisées en conséquence.

## Toponymie
Le nom provient de « sainte Soline » (voir aussi la commune de Sainte-Soline dans les Deux-Sèvres).

## Histoire
Des fouilles archéologiques réalisées autour de l'église ont révélé un cimetière mérovingien

## Politique et administration

### Liste des maires
| Période                                  | Période   | Identité           | Étiquette | Qualité |
| ---------------------------------------- | --------- | ------------------ | --------- | --- |
| mars 1977                                | juin 1995 | Pierre Brousteau   | MRG       | Conseiller général du canton de La Jarrie (1988 → 1994)                                                                                         |
| juin 1995                                | mai 2020  | Christian Grimpret | PRG-MRSL  | |
| mai 2020                                 | En cours  | Bertrand Ayral     | SE-DVG    | Professeur en disponibilité 9ème Vice-Président de la CDA La Rochelle - Transports et mobilités, Liaisons cyclable et schéma directeur cyclable |
| Les données manquantes sont à compléter. |           |                    |           | |

La commune dispose d'un centre d'intervention et de secours de sapeurs-pompiers, armé d'une vingtaine de sapeurs-pompiers volontaires. Ils disposent de 3 véhicules : un VTU pour le secours à personne et les interventions diverses, un FPTHR (Fourgon Pompe Tonne Hors Route) pour la partie incendie et un VSAV (Véhicule de secours aux victimes). Ce centre de secours effectue entre 150 et 200 interventions à l'année.

## Population et société

### Démographie
L'évolution du nombre d'habitants est connue à travers les recensements de la population effectués dans la commune depuis 1793. Pour les communes de moins de 10 000 habitants, une enquête de recensement portant sur toute la population est réalisée tous les cinq ans, les populations de référence des années intermédiaires étant quant à elles estimées par interpolation ou extrapolation. Pour la commune, le premier recensement exhaustif entrant dans le cadre du nouveau dispositif a été réalisé en 2006.

En 2022, la commune comptait 5 016 habitants, en évolution de +13,97 % par rapport à 2016 (Charente-Maritime : +4,04 %, France hors Mayotte : +2,11 %).
| 1793  | 1800  | 1806  | 1821  | 1831  | 1836  | 1841  | 1846  | 1851  |
| ----- | ----- | ----- | ----- | ----- | ----- | ----- | ----- | ----- |
| 2 500 | 1 333 | 2 223 | 1 883 | 2 019 | 2 115 | 2 125 | 2 081 | 2 070 |

| 1856  | 1861  | 1866  | 1872  | 1876  | 1881  | 1886  | 1891  | 1896  |
| ----- | ----- | ----- | ----- | ----- | ----- | ----- | ----- | ----- |
| 2 163 | 2 243 | 2 149 | 1 985 | 1 965 | 1 896 | 1 802 | 1 631 | 1 488 |

| 1901  | 1906  | 1911  | 1921  | 1926  | 1931  | 1936  | 1946  | 1954  |
| ----- | ----- | ----- | ----- | ----- | ----- | ----- | ----- | ----- |
| 1 508 | 1 508 | 1 406 | 1 203 | 1 185 | 1 111 | 1 061 | 1 175 | 1 392 |

| 1962  | 1968  | 1975  | 1982  | 1990  | 1999  | 2006  | 2011  | 2016  |
| ----- | ----- | ----- | ----- | ----- | ----- | ----- | ----- | ----- |
| 1 416 | 1 386 | 1 918 | 2 221 | 2 603 | 2 653 | 3 223 | 3 633 | 4 401 |

| 2021  | 2022  | - | - | - | - | - | - | - |
| ----- | ----- | - | - | - | - | - | - | - |
| 4 961 | 5 016 | - | - | - | - | - | - | - |

## Lieux et monuments
- Église Saint-Laurent de Sainte-Soulle
- Motte castrale de la Roche-Bertin

## Personnalités liées à la commune
- Thomas Joussellin, joueur professionnel de basket-ball (y réside).

## Événements

Centenaire du Corps des sapeurs-pompiers (2 mai 1993)
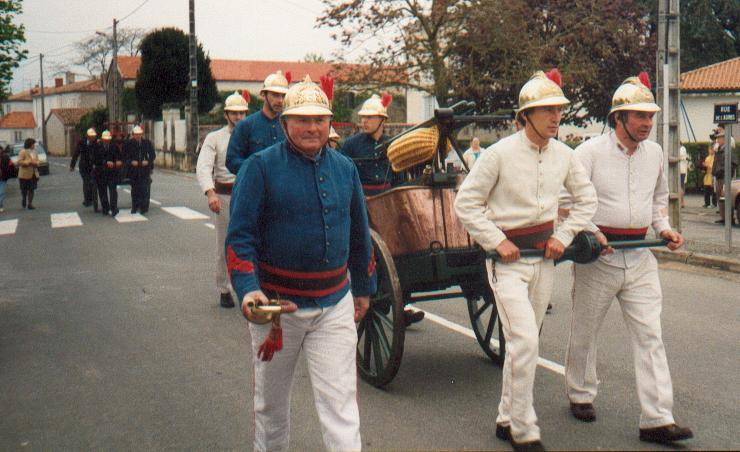
Pompe à bras.
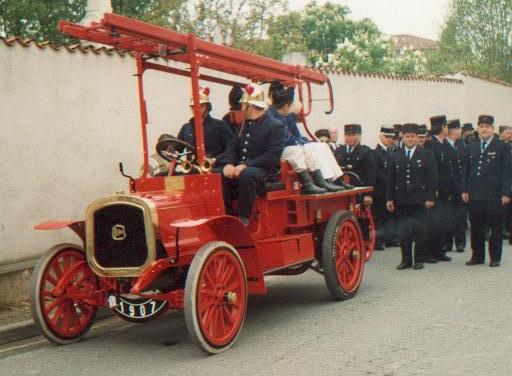
Ancien véhicule de Nieul-sur-Mer.